# گنیف
گنیف (به لاتین: Gniew) یک شهرک در لهستان است که در شهرستان تچف واقع شده‌است.

## خصوصیات
گنیف ۶٫۷۵ کیلومترمربع مساحت و ۶٬۷۵۹ نفر جمعیت دارد و ۴۷ متر بالاتر از سطح دریا واقع شده‌است.